# Hopewell (Illinois)
Hopewell és una població dels Estats Units a l'estat d'Illinois. Segons el cens del 2000 tenia 396 habitants.

## Demografia
Segons el cens del 2000, Hopewell tenia 396 habitants, 140 habitatges, i 123 famílies. La densitat de població era de 135,3 habitants/km².
Dels 140 habitatges en un 34,3% hi vivien nens de menys de 18 anys, en un 82,9% hi vivien parelles casades, en un 2,9% dones solteres, i en un 12,1% no eren unitats familiars. En el 9,3% dels habitatges hi vivien persones soles el 9,3% de les quals corresponia a persones de 65 anys o més que vivien soles. El nombre mitjà de persones vivint en cada habitatge era de 2,83 i el nombre mitjà de persones que vivien en cada família era de 2,99.
Per edats la població es repartia de la següent manera: un 24,7% tenia menys de 18 anys, un 6,1% entre 18 i 24, un 26,8% entre 25 i 44, un 36,4% de 45 a 60 i un 6,1% 65 anys o més.
L'edat mediana era de 41 anys. Per cada 100 dones de 18 o més anys hi havia 101,4 homes.
La renda mediana per habitatge era de 63.250 $ i la renda mediana per família de 71.250 $. Els homes tenien una renda mediana de 48.250 $ mentre que les dones 24.375 $. La renda per capita de la població era de 25.143 $. Cap de les famílies estaven per davall del llindar de pobresa.

## Poblacions més properes
El següent diagrama mostra les poblacions més properes.